# Marquesado de San Antonio
El marquesado de San Antonio fue un título nobiliario pontificio creado el 11 de octubre de 1905 por el Papa San Pio X a favor de Narciso Sicars y Salvadó, y autorizado su uso España por Real Autorización de fecha 24 de agosto de 1914 concedida por el rey Alfonso XIII.
Narciso Sicars y Salvadó fue Doctor en Derecho y en Filosofía y Letras por la Universidad de Barcelona; escritor y traductor; publicista.
Adaptó al catalán obras de teatro francesas, como «¡Por!», del dramaturgo Felix Duquesnel, estrenada en el Teatro Principal de Barcelona en 1907; y «Fugir del foch…», estrenada en el Teatro Principal de Barcelona en 1908.
Miembro del Consejo de Administración de la Caja de Barcelona.
Hijo y nieto de destacados carlistas: 
Su padre era Emilio Sicars y de Palau (1841-1913), diputado a Cortes en el período 1871-1872 por la circunscripción de Gerona en representación de la Comunión Católico-Monárquica. Candidato carlista en las elecciones generales de 1872 y 1891 por Gerona. Senador del Reino entre 1907-1910 por la circunscripción de Barcelona en la coalición de Solidaridad Catalana.
Su abuelo era Narciso Sicars y Lligoña (1801-1877), alcalde de Gerona en 1841, y diputado a Cortes por Gerona en dos ocasiones: en 1840 y en el período 1844-1846. Doctor en Derecho por la Universidad de Huesca. Presidente de la Sala de los juzgados de la provincia de Gerona. 

## Marqueses de San Antonio
|                                      | Titular                              | Periodo                              |
| Creado en 1905 por el Papa San Pio X | Creado en 1905 por el Papa San Pio X | Creado en 1905 por el Papa San Pio X |
| ------------------------------------ | ------------------------------------ | ------------------------------------ |
| I                                    | Narciso Sicars y Salvadó             | 1905-1918                            |

## Historia de los marqueses de San Antonio
- Narciso Sicars y Salvadó (†1918), I marqués de San Antonio

1. Casó en 1909 con María del Rosario Schwart y Nanot (†1968).[11] Narciso Sicars falleció pocos años después, en 1918. No tuvieron descendencia. Su viuda casó en segundas nupcias con Juan Fort y Galcerán, con quien tuvo dos hijos: Juan (casado con Monique Fonthier Brasseur) y Enrique (casado con María Luisa Rocamora Llusá).

Extinto.

## Marquesado de San Antonio delsigloXVIII
En el siglo XVIII hubo otro título de igual denominación: Marquesado de San Antonio, título español creado en 1755 por el rey Carlos III y transmitido el 12 de marzo de 1833 con facultad Real por Manuel Bustamente a favor de Antonio Ponce de León y Maroto, con nueva denominación: Marquesado de Aguas Claras.